# Stachys pseudophlomis
Stachys pseudophlomis là một loài thực vật có hoa trong họ Hoa môi. Loài này được C.Y.Wu miêu tả khoa học đầu tiên năm 1965.